# گورنگا ترناوا (پروکوپیه)
گورنگا ترناوا (به صربی: Gornja Trnava) یک منطقهٔ مسکونی در صربستان است که در پروکوپلیه واقع شده‌است. گورنگا ترناوا ۴۲۹ نفر جمعیت دارد.